# Viktor Fischer
Viktor Fischer (ur. 9 czerwca 1994 w Aarhus) – duński piłkarz, który grał na pozycji pomocnika. W latach 2012–2018 reprezentant Danii. Uczestnik Mistrzostw Świata 2018.
W swojej karierze występował m.in. w takich klubach jak: Ajax Amsterdam, Middlesbrough, FC København czy 1.FSV Mainz 05.

## Kariera klubowa

### Początki
Viktor Fischer rozpoczął karierę w juniorskich zespołach Lyseng IF. W 2004 roku zdecydował się na przejście do Aarhus GF, a następnie do FC Midtjylland. W 2011 roku po znakomitych występach na Mistrzostwach Świata U-17 podpisał kontrakt z Ajaxem Amsterdam.

### Ajax
W 2012 roku został przesunięty do pierwszej drużyny Ajaxu. W Eredivisie zadebiutował 20 października 2012 roku w zremisowanym 3:3 meczu z Heraclesem Almelo. W 84. minucie tego spotkania zastąpił Lasse Schöne. Pierwszego gola zdobył 31 października 2012 roku w meczu z ONS Sneek w KNVB Cup. 11 listopada 2012 roku strzelił pierwsze dwie bramki w meczu Eredivisie z PEC Zwolle (4:2). W sezonach 2012/2013 oraz 2013/2014 zdobył mistrzostwo Holandii. Łącznie w barwach Ajaxu w lidze holenderskiej rozegrał 79 spotkań, strzelając w nich 24 gole.

### Middlesbrough
Latem 2016 roku Fischer przeszedł do Middlesbrough. W Premier League zadebiutował 28 sierpnia 2016 roku w zremisowanym 0:0 meczu z West Bromwich Albion. W lidze angielskiej rozegrał 13 spotkań.

### Mainz
W 2017 roku został piłkarzem 1. FSV Mainz 05. W Bundeslidze swój pierwszy mecz rozegrał 19 sierpnia 2017 roku z Hannoverem 96. Pierwsze bramki w zespole z Moguncji strzelił 24 października 2017 roku w wygranym 3:2 spotkaniu Pucharu Niemiec z Holstein Kiel.

### FC København
31 stycznia 2018 roku został zawodnikiem FC København. W Superligaen zadebiutował 10 lutego 2018 roku w wygranym 5:1 spotkaniu z Randers FC. W tym meczu zdobył również pierwszego gola w lidze duńskiej. W sezonie 2018/2019 został mistrzem Danii, a w sezonie 2019/2020 doszedł do ćwierćfinału Ligi Europy. Łącznie w barwach zespołu z Kopenhagi rozegrał 90 spotkań w lidze duńskiej, strzelając w nich 22 bramki.

### Royal Antwerp FC
30 lipca 2021 roku przeszedł do Royalu Antwerp FC. W lutym 2023 został wypożyczony na pół roku do AIK Fotboll. W czerwcu 2023 ogłosił, że kończy profesjonalną karierę piłkarską.

## Kariera reprezentacyjna
Fischer występował w młodzieżowych reprezentacjach Danii. W pierwszej reprezentacji zadebiutował 14 listopada 2012 roku w zremisowanym 1:1 meczu towarzyskim z Turcją. W 2015 roku został powołany na Mistrzostwa Europy do lat 21, natomiast w 2018 na Mistrzostwa Świata.